# Justina Bartoliniová-Baldelliová
Justina Bartoliniová-Baldelliová (rozená Pecoriová-Suárezová; italsky: Giustina; 27. listopadu 1811, Florencie – 30. ledna 1903, Florencie) byla francouzská princezna, manželka prince Jérôma Bonaparta, domnělého dědice francouzského trůnu během období druhého císařství.

## Život
Giustina Pecoriová-Suárezová byla dcerou Bernarda Pecoriho (nebo Percoliho). Poprvé byla provdána za italského markýze Luigiho Bartoliniho-Baldelliho. Ve svém druhém manželství se stala třetí manželkou Jérôma Bonaparta, nejmladšího bratra císaře Napoleona I. Poprvé se vzali při náboženském obřadu ve Florencii v roce 1840 a podruhé v tajném civilním obřadu 19. února 1853 v Paříži ve Francii. Její manžel byl domnělým dědicem francouzského trůnu, na kterém během jejich manželství seděl jeho synovec Napoleon III., což ji postavilo do pozice, kdy se mohla stát příští francouzskou císařovnou.